# The King Is Dead
«The King Is Dead» (рус. «Король умер») — седьмая серия второго сезона мультсериала «Гриффины». Премьерный показ состоялся 28 марта 2000 года на канале FOX. В России премьерный показ состоялся 17 июня 2002 года на канале Рен-ТВ.

## Сюжет
Лоис назначена режиссёром в Куахогский театр (Quahog Players theater group production) и решает поставить мюзикл «Король и я». Она назначает своего мужа Питера продюсером, и тот старается изо всех сил. Одной из его экстравагантных идей является мысль, что «сиамские близнецы» (которые на самом деле просто дети из Сиама) являются пришельцами. Всем это приходится по вкусу, кроме Лоис, однако именно эта идея приносит популярность мюзиклу. Разъярённая таким ви́дением произведения, она покидает зал при премьерном показе и отказывается от должности режиссёра.
В отместку Лоис пытается шокировать Питера вносимыми изменениями в обыденные вещи типа завтрака.
Постоянные нововведения Питера в постановке вынуждают отказаться от роли актрису Диану и Питер играет роль Анны сам.
Окончательная версия постановки по Питеру выглядит так: 2015 год, пост-апокалиптическое будущее в руинах после «IX ядерной войны», «мир наполнен взрывами и обнажёнкой», над которым царствует злобный король (в исполнении Брайана). У Питера Анна «превращается» в «ANNA» («Automatic Nuclear Neo-human Android» — Автоматический ядерный андроид нового человечества) — робота-ниндзя с планеты Англия, посланного избавить мир от короля-тирана. «АNNА», не смущаясь «сиамских близнецов», одетых в бикини, женской оргии, устраивает бой в стиле кунг-фу с королём и побеждает его, после чего переименовывает Сиам в США.
Лоис приходит на премьеру, чтобы увидеть и насладиться провалом мужа, но, к её недоверию, разочарованию и удивлению, постановку принимают «на ура». Довольный Питер пукает на сцене в микрофон, что вызывает новую бурю оваций. Все восхищаются Питером, он становится популярнейшей личностью в Куахоге.
Позже, вернувшись с вечеринки, посвящённой премьере, Питер благодарит Лоис, что та дала ему проявить себя в искусстве и что дала ему свободу действия в постановке пьесы (хотя Лоис просто хотела опозорить его). Лоис признаётся, что действовала совсем не по тем мотивам, что приписывает ей Питер. В благодарность за откровенность Питер обещает взять её режиссёром на следующий год.

## Создание
Автор сценария: Крейг Хоффман.
Режиссёр: Монте Янг.
Приглашённые знаменитости: отсутствуют.